# 空手バカ一代 (映画)
『空手バカ一代 』（からてばかいちだい、Karate for Life）は、1977年の日本映画。主演：千葉真一、監督：山口和彦、製作：東映。フォーマットはカラー、画面アスペクト比はワイド、91分。『けんか空手シリーズ』の第三作。

## 概要
劇画『空手バカ一代』を映画化した『けんか空手 極真拳』『けんか空手 極真無頼拳』に続く第三作である。大山倍達の波乱に富んだ半生を、前二作同様に千葉真一が大山に扮し、山口和彦とのコンビで製作された。
大山倍達のアメリカ遠征を復帰前の沖縄、遠藤幸吉を藤田修造、グレート東郷をグレート山下などの脚色が加えられ、大山の相棒となる藤田には柔道有段者の本郷功次郎、ヒロインの麗子にはファッションモデルから俳優に転身した夏樹陽子が配役されている。
格闘にリアリティを求め、対戦相手には三部作すべてに出演している石橋雅史を筆頭に、国際プロレスのスネーク奄美・米村勉・鶴見五郎、IWA世界タッグ王座の選手権試合で来日していたUSタッグチームチャンピオンのリップ・タイラーとエディ・サリバンなど、実際の格闘家が扮した。千葉真一と“引き裂き屋”の異名を持つタイラーの対決は山場の一つで、千葉は石橋やタイラーとの戦いで空手の技だけでなく、器械体操の技術も披露し、格闘シーンはこれまでにない迫力を見せている。

## ストーリー
かつて猛牛や熊を倒した大山倍達を「ケンカ空手」「売名家」として認めない空手界に対し、大山は道場破りで応じた。道場「玄武館」館長の与那島剛造は、ある日殴り込んできた大山に対し、油をまいた床での百人組手で迎え撃つも、片目を潰され、固く復讐を誓う。
与那島を破った大山であったが、むなしさが募り、酒浸りと金欠の日々を続ける。ヤクザの用心棒をしていた大山のもとに、日系人の興行師・トッド若松が訪ねてくる。トッドは大山をプロレスラーとして米軍統治下の沖縄での興行に参加させたいと申し出る。スカウトに応じた大山は沖縄へ渡る。
大山を日系人プロレスラーのグレート山下と柔道家の藤田修造が迎える。3人は兄弟ギミックのユニット「山下ブラザーズ」としてアメリカ人レスラーに挑むことになっていた。興行は主に駐留米兵向けだったため、接戦の末に山下ブラザーズが敗れる、という八百長的なブックが事前に用意されていた。しかし加減のできない大山はブックを破って相手を打ち負かし、感化された藤田も2戦目で相手を破る。興行元のギャングたちに目をつけられたグレートは暴行を受け、大山と藤田は解雇される。
空港へ向かう大山は、荷物をスられて飛行機に乗りそびれたことから、戦災孤児の少年たちと仲よくなり、リーダー格の少年・カズオとその姉・麗子と知り合う。麗子はギャングに捕らわれ、体を売らされ続けたために結核を病み、一刻も早い治療を必要としていた。グレートおよび藤田と偶然再会した大山は、麗子の治療費を稼ぐためにギャングのボス・劉鳳厳に頭を下げ、ふたたび八百長プロレスに身を投じる。しかしまたも相手を倒してしまい、ギャングの怒りを買ったグレートは射殺される。ギャングたちは大山の居場所を探るために麗子を拷問して死なせる。
怒りに燃える大山は藤田とともに劉の邸宅に殴り込んだ。そこには用心棒として与那島が雇われていた。与那島は復讐に燃え、大山と激しい戦いを繰り広げる。与那島は激しい攻撃で大山を追い込み、与那島が目突きを繰り出す。間一髪で躱した大山は、ヘッドスプリングと後転倒立の複合蹴りと前方宙返り蹴りで与那島に逆襲し、かろうじて倒すことができた。劉をも打ち破り、大山は「極真に終わりなし」とつぶやき、沈む夕日に向かって三戦の型を繰り返し続けるのだった。

## キャスト
※クレジット順。
- 千葉真一 - 大山倍達

- 夏樹陽子（新人） - 麗子
- 室田日出男 - グレート山下
- 石橋雅史 - 与那島剛造
- 内田朝雄 - 　劉鳳厳
- 名和広 - 劉の側近・地下闘技場支配人
- 志賀勝 - 滝村（ヤクザ）
- 近藤宏 - 医者
- 南利明 - トッド若松
- 中田博久 - 湖城（劉の側近）
- 久地明 - 親分
- 水木梨恵 - 良江（居酒屋の女将）
- 西来路ひろみ - 晴代（居酒屋の店員・流し）
- 原田力 - ブラック・スネーク
- 日尾孝司 - 謝花（劉の側近）
- ミスター珍 - レフェリー
- エディ・サリバン - レッド・タイガー
- スネーク奄美 - アーム・ストロング
- 米村勉 - ザ・ミステリーマン
- 鶴見五郎 - トミー・ロジャース
- リップ・タイラー - ディック・モーガン
- JAC（ジャパンアクションクラブ）[注釈 2]
- 土山登士幸 - 西野（劉の手下）
- 斉藤一之 - 大見謝（劉の手下）
- 春田三三夫 - 具志堅（劉の手下）
- 武内宿禰 - 劉配下A
- 畑中猛重 - 杉山
- 清水照夫
- 高月忠 - リングアナウンサー
- 亀山達也
- 青木卓 - 磯野
- 達純一 - 徳吉
- 花田豪 - 尾高
- 栗原敏 - 劉の手下
- 高橋利道 - ヤクザ
- 横山繁 - 劉の手下
- 高橋仁 - カズオ
- 斎藤竜也 - ノブオ
- 大栗正史 - シンジ
- 道祖土勝 - 孤児の少年
- 森下龍司 - 孤児の少年
- 河合絃司 - ナレーター
- 本郷功次郎 - 藤田修造

## ノンクレジット
- 木村修 - 実況アナウンサー
- 山浦栄 - ゴング係

## スタッフ
※クレジット順。
- 監督 - 山口和彦
- 企画 - 太田浩児
- 原作 - 梶原一騎・影丸譲也（少年マガジン連載「空手バカ一代」より）
- 脚本 - 掛礼昌裕
- 撮影 - 中島芳男
- 録音 - 井上賢三
- 照明 - 山口利雄
- 美術 - 北川弘
- 編集 - 祖田冨美夫
- 助監督 - 橋本新一
- 記録 - 勝原繁子
- 擬斗 - 金田治・斉藤一之
- スチール - 藤井善男
- 進行主任 - 小島吉弘
- 装置 - 小早川一
- 装飾 - 酒井喬二
- 美粧 - 井上守
- 美容 - 宮島孝子
- 衣裳 - 内山三七子
- 演技事務 - 山田光男
- 現像 - 東映化学
- 音楽 - 鏑木創
- 挿入歌 -「男のみち」

作詞 - 中尾まさし - 作曲 - 清野友英、唄 - 西来路ひろみ
- 協力
  - JALホテルシステム
  - 沖縄グランドキャッスル
  - 極真会館
  - 琉球映画貿易株式会社
  - 瑞穂酒造株式会社
  - 沖縄 料亭 那覇
  - （有）那覇オートサービス

## 製作
終盤の決闘で大山倍達が前方宙返りしながら蹴りを与那島剛造に叩き込むが、千葉真一はフルコンタクト空手の試合でも実際にこの技を繰り出している（⇒ 詳細は#興行を参照）。
山口和彦は「『けんか空手シリーズ』の中で一番気に入っているのは本作」と答えている。
夏樹陽子は本作で女優デビューを果たしたが、沖縄ロケで車からゴミの山に落とされるシーンは、転げ落ちるところをスタントマンが行い、ゴミの山に横たわるのは夏樹自身が演じている。ラッシュで撮った映像を確認すると、千葉真一が夏樹の演技を優しく褒めてくれたので、夏樹は涙が出るほど嬉しかったと語り、一番印象に残っているシーンと振り返っている。「普通の人のように歩いて」と演出される映画の現場に最初は戸惑っていたが、「きれいな服をいつも着ていられるのが日常のモデル」と異なる映画の世界で、顔の前にハエがブンブン飛んでいるようなゴミの山で羞恥心を捨て、演じきったことが、女優をやっていける自信になったと夏樹は思っている。

## 興行
日本公開2か月前の1977年3月16日に千葉真一が空手道による真剣勝負をすることが発表され、4月にハワイで開催された「日本代表極真会館チーム対ハワイ代表チーム」というフルコンタクト空手の対抗戦に参戦した。日本代表メンバーには千葉のほか、東孝・中村誠らがおり、対戦相手は「前アメリカ東海岸空手チャンピオンのグレッグ・カーフマン」という180センチメートル以上あるネグロイドであった。千葉は通常の空手の技のほかに、跳び右後ろ回し蹴りや胴回し回転蹴りの元となった前方宙返りして踵で蹴るなど、積極的に攻撃して、第2ラウンドに千葉が二段蹴りでKO勝ちしたが、結果的に翌月封切り公開された本作の宣伝にもなった。
国内興行のキャッチコピーは、「リングを染めた鮮血の死闘45分! 牛殺し、クマ殺しの鉄拳が怪物レスラーに炸裂! “大山ケンカ空手”格闘世界一を決す世紀の一瞬!」。

## 配信
YouTubeの「toei Xstream theater」にて、2021年9月11日から18日まで1週間の期間限定無料配信がされた。同チャンネルのリニューアル版「東映シアターオンライン」にて、2022年11月4日から11月11日まで1週間の期間限定無料配信が行われた。